# Franz Lingens
Franz Martin Lingens (* 9. August 1925 in Elberfeld; † 27. Juli 2023 in Stuttgart) war ein deutscher Mikrobiologe und Hochschullehrer an der Universität Hohenheim.

## Leben und Wirken
Lingens legte 1943 die Reifeprüfung in Krefeld ab und studierte Medizin und Chemie in Würzburg und Tübingen. Seine Promotion erfolgte 1954 und die Habilitation 1959. Für die Habilitationsschrift erhielt er den Preis der Deutschen Forschungsgemeinschaft 1959.
Während seiner Tätigkeit als wissenschaftlicher Rat im Chemischen Institut der Eberhard Karls Universität Tübingen, nahm er den Ruf auf den Lehrstuhl und die Leitung des Instituts für Mikrobiologie an die Universität Hohenheim 1967 an. Auch nach seiner Emeritierung 1993 blieb er Hohenheim eng verbunden und vertrat bis 1996 den Lehrstuhl für Mikrobiologie. 

## Hauptforschungsgebiete
- Anaboler und kataboler Stoffwechsel von Mikroorganismen; Biosynthese von Aminosäuren,
- Riboflavin und Pyrrolnitrin; Mechanismus der Mutagenese; biologische Halogenierung und
- Dehalogenierung; mikrobieller Abbau von Arenen und Heterocyclen; Eigenschaften und Genetik von Mehrkomponenten – Enzymsystemen, Blähschlammorganismen